# Avicularia huriana
Avicularia huriana is een spin uit de familie vogelspinnen (Theraphosidae) en lid van het geslacht Avicularia. Deze spin treft men voornamelijk aan in Ecuador, maar heeft zich gedurende de eeuwen verspreid naar vrijwel heel Zuid-Amerika.